# Cécile de France
Cécile de France (* 17. července 1975 Namur, Belgie) je belgická herečka.

## Biografie
Narodila se a vyrostla v belgickém městě Namur. V roce 1990, když jí bylo patnáct let, začala chodit na hodiny komediálního herectví, které vedl Jean-Michel Frère a později s ním spolupracovala na divadelní hře SC35C. V roce 1992 navštěvovala kurzy dramatického umění pod vedením herce Jeana-Paula Denizona, který byl též asistentem britského režiséra Petera Brooka. Po úspěšném konkurzu na Divadelní a uměleckou konzervatoř v Lyonu, v letech 1995 až 1998 studovala komediální herectví. Po ukončení studia si jí všimla manažerka Dominique Besnehard z agentury Artmedia.
V roce 2000 se objevila jako pokladní v restauraci McDonald's v klipu „J'pète les plombs“ od rappera Disize. Filmový režisér a herec Richard Berry jí nabídl hlavní ženskou roli Laury v komedii L'Art (délicat) de la séduction z roku 2001. Na to úspěšně navázala titulní rolí ve filmu Irene a snímkem Cedrica Klapische Erasmus a spol., kde hrála společně s Romainem Durisem, Judith Godrèche, Audrey Tautou a Kelly Reilly. V tomto období též aktivně hrála v divadle, v krátkometrážních filmech a v televizních filmech.

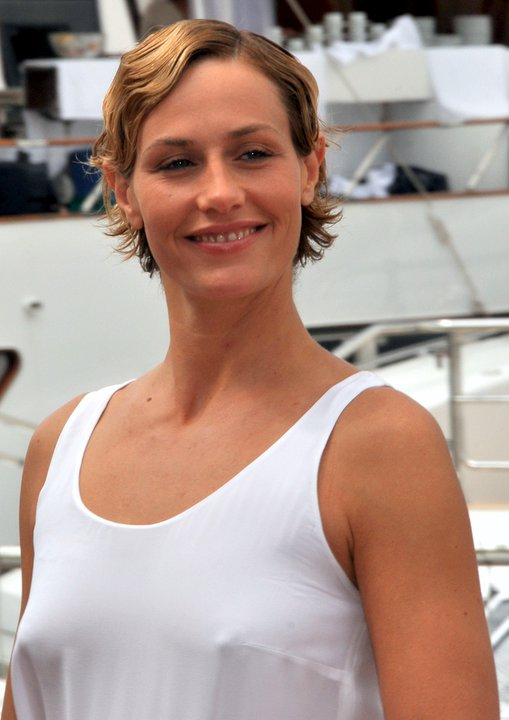
Céecile de France na Filmovém festivalu v Cannes 2011

Mezinárodní úspěch jí přinesl horor Noc s nabroušenou břitvou. V roce 2004 byla vybrána do hlavní ženské role Monique Laroche, impresionistické malířky, která se účastní dobrodružné cesty kolem světa společně s  Phileasem Foggem (Steve Coogan) a Passepartoutem (Jackie Chan) v hollywoodské produkci filmu Cesta kolem světa za 80 dní, což je velmi volné převyprávění stejnojmenného románu spisovatele Julese Vernea z roku 1873. O rok později opět účinkovala v Klapischově snímku, a to v pokračování Erasmus 2. Též získala jednu z hlavních rolí ve francouzském muzikálu Alaina Berlinera, J'aurais voulu être un danseur (Chtěl bych být tanečníkem).
Rok 2006 pro Cécile de France přinesl tři velké filmy, a to hudební Sedadla v parteru, poté role po boku Gérarda Depardieu v oceňovaném dramatu Píseň pro tebe, a dále historické melodrama Tajemství, kde hrála společně s Patrickem Bruelem. Taktéž byla tváří finančně riskantnějších projektů, romantické komedie Nesprávná víra a kriminálního filmu Mon colonel, který vznikl v koprodukci Francie a Belgie. V roce 2008 se znovu shledala s Gérardem Depardieu v kriminálním filmu Veřejný nepřítel č.1, kde titulní roli ztvárnil Vincent Cassel.

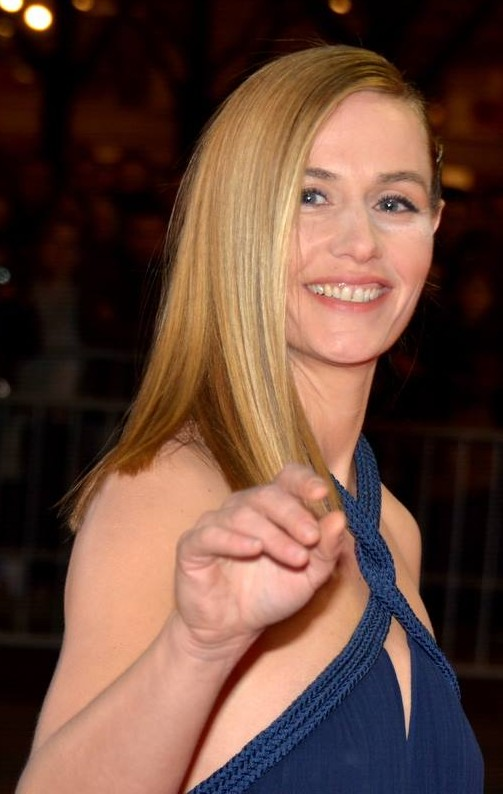
Cécile de France v roce 2016 na předávání Césarů

V roce 2009 hrála postavu Jeanine Deckers v dramatu Stijna Coninxe Sœur Sourire. Také se objevila v hlavní roli thrilleru Gardiens de l'ordre režiséra Nicolase Boukhriefa. Nikdy ovšem nezanevřela na belgický film. Přijala nabídku bratří Malandrinů, aby si zahrála roli sportovní šampionky v psychologickém thrilleru Ruka bezhlavého. Film byl natočen již v roce 2006, ovšem do kin přišel až o čtyři roky později.
V roce 2011 se opět objevila v hollywoodském filmu, a to v thrilleru Clinta Eastwooda, Život po životě, kde se setkala s Mattem Damonem, Bryce Dallas Howard a Thierrym Neuvicem. V tom samém roce hrála ve filmu bratří Dardennů Kluk na kole. O rok později představovala Alici v dramatické komedii Un baiser papillon a také se znovu setkala s Xavierem Giannolim v satirickém filmu Superstar.
V roce 2013 se po narození svého druhého dítěte, dcery, vrátila na scénu ve dvou nákladných projektech, nejdříve v dramatu Möbius režiséra Érica Rochanta, kde hrála s Jeanem Dujardinem a Timem Rothem a poté v komedii Cedrica Klapische, Casse-tête chinois, kde hrála v roli Isabelle. Ve stejném roce se objevila v muzikálu založeném na písních Serge Gainsbourga, Anna.
V následujících letech hrála po boku Alberta Dupontela v dramatu En équilibre. V roce 2015 dostala hlavní roli v romantickém filmu Léto režisérky Catherine Corsini, v němž ztvárnila postavu venkovské dívky Delphine z regionu Limousin, která v Paříži naváže lesbické vztahy s feministkami, které hrají Izïa Higelin a Noémie Lvovsky.

## Soukromý život
Cécile de France je od roku 2006 provdaná, jejím manželem je hudební skladatel Guillaume Siron. Má s ním dvě děti, syna (* 2007) a dceru (* 2012). Herečka žije se svou rodinou na venkově, pravděpodobně ve Francii.

## Filmografie

### Film
| Rok  | Název                           | Role                   |
| ---- | ------------------------------- | ---------------------- |
| 2000 | Petites joies lointaines        | Dune                   |
| 2000 | Le Mariage en papier            | Lise                   |
| 2001 | L'Art (délicat) de la séduction | Laure                  |
| 2001 | Toutes les nuits                | prostitutka v brýlích  |
| 2002 | Erasmus a spol.                 | Isabelle               |
| 2002 | A+ Pollux                       | Pollux                 |
| 2002 | Irene                           | Irene                  |
| 2002 | Regarde-moi (en face)           | Dune                   |
| 2003 | Já, César                       | Samantha               |
| 2003 | Noc s nabroušenou břitvou       | Marie                  |
| 2003 | Zdrhej o 106                    | Crystèle               |
| 2004 | Cesta kolem světa za 80 dní     | Monique Laroche        |
| 2005 | Erasmus 2                       | Isabelle               |
| 2005 | Okouzleni tancem                | Blanche                |
| 2006 | Sedadla v parteru               | Jessica                |
| 2006 | Píseň pro tebe                  | Marion                 |
| 2006 | Tajemství                       | Tania                  |
| 2006 | Mon colonel                     | poručík Galois         |
| 2006 | Nesprávná víra                  | Clara                  |
| 2006 | Ruka bezhlavého                 | Eva                    |
| 2008 | Veřejný nepřítel č. 1           | Jeanne Schneider       |
| 2009 | Sœur Sourire                    | Jeanine Deckers        |
| 2009 | Gardiens de l'ordre             | Julie                  |
| 2010 | Život po životě                 | Marie                  |
| 2011 | Un baiser papillon              | Alice                  |
| 2011 | Kluk na kole                    | Samantha               |
| 2012 | Superstar                       | Fleur Arnaud           |
| 2013 | Möbius                          | Alice                  |
| 2013 | Casse-tête chinois              | Isabelle               |
| 2015 | En équilibre                    | Florence               |
| 2015 | Léto                            | Carole                 |
| 2016 | Term Life                       | Lucy                   |
| 2016 | Fannyina cesta                  | paní Formanová         |
| 2017 | Django                          | Louise de Klerk        |
| 2017 | Ôtez-moi d'un doute             | Anna                   |
| 2018 | Mademoiselle de Joncquières     | Madame de La Pommeraye |
| 2019 | Rebelles                        | Sandra                 |
| 2019 | The French Dispatch             |                        |

### Televize
| Rok  | Název pořadu                 | Role            |
| ---- | ---------------------------- | --------------- |
| 1997 | La Balle au bond             |                 |
| 1998 | Alice Neversová              | Anna            |
| 2001 | Nana                         | Christine       |
| 2006 | Chez Maupassant: La parure   | Mathilde Loisel |
| 2011 | Natvrdo                      | Cécile          |
| 2015 | Chci mluvit se svým agentem! | ona sama        |
| 2016 | Mladý papež                  | Sofia           |

### Krátkometrážní filmy
| Rok  | Název filmu                           | Režisér            |
| ---- | ------------------------------------- | ------------------ |
| 1997 | Tous nos vœux de bonheur              | Jean-Pierre Améris |
| 1998 | Bon appétit                           | Patrice Bauduinet  |
| 1999 | Le Dernier Rêve                       | Emmanuel Jespers   |
| 2001 | Le Mariage en papier                  | Stéphanie Duvivier |
| 2001 | Loup!                                 | Zoé Galeron        |
| 2002 | 3 jours, 3 euros                      | Fernand Berenguer  |
| 2002 | Nervous break down                    | Emmanuel Jespers   |
| 2002 | Il était une femme                    | Marc Saubain       |
| 2002 | La Nuit du 6 au 7                     | Patrice Bauduinet  |
| 2002 | Les calamars n'écoutent plus la radio | Patrice Bauduinet  |
| 2008 | D'une vie à l'autre                   | Alice Mitterand    |

### Videoklipy
| Rok  | Název písně         | Umělec          |
| ---- | ------------------- | --------------- |
| 2000 | „J'pète les plombs“ | Disiz           |
| 2004 | „À tes souhaits“    | Matthieu Chedid |
| 2004 | „I Like Cash“       | Beat Assailant  |

## Divadlo
| Rok  | Autor                           | Hra                                              | Režisér           |
| ---- | ------------------------------- | ------------------------------------------------ | ----------------- |
| 1996 | Georges Feydeau                 | Dormez je le veux                                | Benoît Blampain   |
| 1996 | Valeria Moretti                 | Une palette rouge sang                           | Jean Paul Denizon |
| 1996 | William Shakespeare             | Sen noci svatojánské                             | Pierre Pradinas   |
| 1997 |                                 | Variations Strindberg-Feydeau                    | Nada Strancar     |
| 1998 |                                 | Pour nous                                        | Serguei Issayev   |
| 1998 | Alexandr Vampilov a Nina Sadour | Tu serais un ange tombé du ciel exprès pour nous | Serguei Issayev   |
| 1999 | Sofoklés                        | Élektra                                          | Claudia Stavisky  |
| 1999 | John Millington Synge           | Hrdina západu                                    | Philippe Delaigue |
| 2001 | August Strindberg               | Slečna Julie                                     | Gwenaël Morin     |
| 2001 |                                 | SC35C                                            | Jean-Michel Frère |
| 2008 | Niels Arestrup                  | Le Temps des cerises                             | Stéphane Hillel   |
| 2013 | Serge Gainsbourg                | Anna                                             | Emmanuel Daumas   |